# 錐光干涉圖
錐光干涉圖（英語：conoscopic interference pattern）
是指通過岩石顯微鏡，展現出的雙折射顏色的圖案，中間有一對交叉的暗色帶。這圖案被用於礦物鑑定和礦物光學和化學性質的研究。
因物質的折射率隨入射光角度而變。所以雙折射顏色也變。錐光干涉圖是礦物的雙折射如何隨視角從垂直到不同角度和方向的變化圖，其中心顏色是直視向下看的雙折射，遠離中心的顏色代表不斷增加的角度的雙折射。暗色帶相對光學消光的位置。換句話說，錐光干涉圖同時顯示了礦物所有可能的雙折射顏色。